# Damjan Vahen
Damjan Vahen Svetinov (overleden 1981) was een Sloveens dichter en pionier van de Esperanto-beweging in Joegoslavië. Hij was vanaf 1935 enige tijd uitgever van Verda Revuo en van Niaj Vizaĝoj tussen 1937 en 1939. 
Zijn eerste uitgegeven werk was de dichtbundel "Klic duše" (Roep van de ziel") in 1933. Vahen schreef vooral voor en in het Esperanto. In 1936 publiceerde hij een boekje onder de titel "Esperanto je last vsakogar in vseh!" ("Esperanto is eigendom van iedereen en allen!") en artikelen over esperantogrammatica. In 1938 verscheen Vahens esperantovertaling van de "Krst pri Savici", het epos van de Sloveense nationale dichter Prešeren.

## Werk
- Klic duše, dichtbundel, Ljubljana,  1933
- Verda revuo : sendpenda revuo pri arto scienco kaj amuzo, Ljubljana (Reslova 29): Damjan Vahen, 1935-1938
- Esperanto je last vsakogar in vseh!, Ljubljana : Klub esperantistov, 1936
- Esperanto-slovnica. Korenska metoda, Ljubljana : Verda Revuo, 1936
- Niaj vizaĝoj, Jaargang 1 nr 1 (jan. 1937)-jrg. 3 nr. 1/2 (feb. 1939), Ljubljana : Konzorcij, 1937-1939
- Esperanto : slovnica in slovar : korenska metoda, Ljubljana : Niaj vizagoj, 1938
- Miaj vojoj. Poemoj. Damjan Vahen Svetinov, Brno
- Brdo : kratek pregled zgodovine gradu in gospoščine, Ljubljana :  1940
- Drobna doživetja, dichtbundel, Ljubljana : Naši obrazi, 1940
- Ljubljana : zgodovinski oris, Ljubljana : Naši obrazi, [1942]
- Krioj el mallumo : poem kolekto, dichtbundel, Ljubljana 1963
- Informator občine Brežice, Brežice : Zavod za kulturo, 1966
- Mračni samogovori, dichtbundel, Ljubljana : 1963

## Vertalingen
- France Prešeren, Bapto Savica, Ljubljana : Niaj Vizagoj, 1938 (Tone Kralj, illustrator)

- Gemeinsame Normdatei: 1205270442
- International Standard Name Identifier: 0000 0003 9594 0128
- Nederlandse Thesaurus van Auteursnamen: 258183047
- Virtual International Authority File: 290806302
- WorldCat: E39PBJcc8vjWfTkmfJDw3wkMT3